# Alfred Schmalzer
Alfred Schmalzer (ur. 28 października 1912 w Wiedniu, zm. 21 stycznia 1944) – austriacki piłkarz ręczny, medalista olimpijski.
Uczestnik letnich igrzysk olimpijskich. Na igrzyskach w Berlinie (1936) zagrał w trzech spotkaniach. Były to dwa wygrane pojedynki przeciwko reprezentacji Szwajcarii (14-3 i 11-6) i przegrana rywalizacja z Niemcami (6-10). W pierwszym meczu ze Szwajcarią strzelił trzy bramki, zaś w starciu z Niemcami dwukrotnie pokonał bramkarza rywali. Ostatecznie reprezentacja Austrii zdobyła srebrny medal, przegrywając z ekipą gospodarzy. 
Schmalzer był w składzie reprezentacji narodowej, która na mistrzostwach świata w 1938 roku zdobyła tytuł wicemistrzowski (najlepsi ponownie byli Niemcy). 
Zginął na froncie podczas II wojny światowej.